# Christen Smith
Christen Smith o Smidt ( 17 de octubre de 1785 Drammen, Noruega- 22 de septiembre de 1816, Congo) fue un médico y botánico noruego.

## Biografía
Estudia medicina en la Universidad de Copenhague. Siente atracción por la botánica y por las clases del profesor J.W. Hornemann, quien lo anima a participar de excursiones botánicas por la geografía de Escandinavia.
Con su licenciatura en medicina y empleado de un hospital de Copenhague, Smith piensa en dedicarse a la botánica. Así, en 1813, al morir su padre, utiliza su herencia para viajar por Europa y acrecentar sus conocimientos botánicos.
En 1814 es nombrado profesor de botánica y economía de la Universidad de Christiania, en Noruega, y además es becado para un viaje por Europa que emprende inmediatamente.
Smith llega a Inglaterra, recorre los Jardines Botánicos de Kew y de Edimburgo, y herboriza en Escocia. Luego pasa a Irlanda, donde establece relaciones con naturalistas, entre ellos con el mecenas y naturalista inglés Sir Joseph Banks y el geólogo alemán Leopold von Buch. La amistad con Von Buch fue decisiva, tanto, que emprenden juntos una expedición científica a Canarias.
En abril de 1815 navegan en el ”William and Mary” desde Portsmouth, y en dos semanas arriban a Madeira, luego Tenerife el 5 de mayo, y anclan en el Puerto Orotava (o Puerto de la Cruz), quedándose más de un mes, en todas las localidades hacen largas y fatigosas excursiones.
Christen Smith fue pionero en la botánica de criptógamas, briófitas y líquenes. Su intención era trabajar con esas floras en Canarias.
También exploró África, y al llegar al río Congo adquiere una infección y alta fiebre, falleciendo en pocos días.

## Obra
- Dagbog paa en reise til Congo i Afrika (1819)
- Dagbog paa reisen til de Canariske øer 1815 (1889)

## Honores

### Eponimia
Género
- (Tiliaceae) Christiana DC.[2]

Especies
- (Crassulaceae) Aeonium smithii Webb & Berthel.[3]
- La abreviatura «C.Sm.» se emplea para indicar a Christen Smith como autoridad en la descripción y clasificación científica de los vegetales.[4]